# Chaetosciara magna
Chaetosciara magna är en tvåvingeart som beskrevs av Shah Mashood Alam 1989. Chaetosciara magna ingår i släktet Chaetosciara och familjen sorgmyggor. Inga underarter finns listade i Catalogue of Life.